# 拉法莱斯 (特鲁埃尔省)
拉法莱斯（西班牙語：Ráfales，西班牙語發音：[ˈrafales]，加泰隆尼亞語發音：[ˈrafəls]）是西班牙阿拉贡自治区特鲁埃尔省的一个市镇。总面积36平方公里，总人口199人（2001年），人口密度6人/平方公里。